# 萬墨林

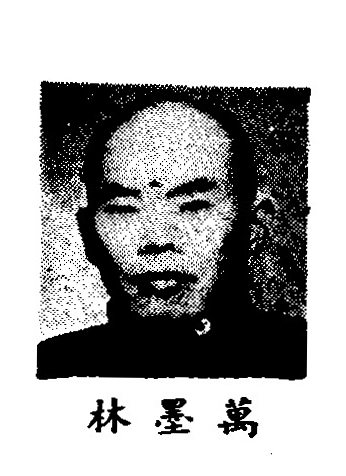

萬墨林（1898年8月21日—1991年9月16日），上海白相人，原名木林，被稱作是“杜門第一紅人”，杜月笙的姑表弟、門生，早年為杜抽大煙時為杜煙管填阿芙蓉，得到杜之信任，最後為杜事業管帳、掌櫃，記憶力佳，為杜月笙事業熟記190組電話號碼；抗戰時是上海“米業同業公會”理事長且發財，在漢奸傅筱庵遇害後一度被日軍懷疑為兇手，十天後1940年12月「上海統一委員會」總交通萬墨林被日軍極司非爾路76號特務機關刑求坐老虎凳、坐冰塊，口風緊未吐露內情，釋放後更被杜倚重；高宗武、陶希聖拒當漢奸逃返重慶，杜月笙便指示萬墨林，做出秘密而妥善的路線安排掩護；1948年蔣經國的檢查小組、上海市警察局長宣鐵吾一開始就逮捕萬墨林，罪名是「非法囤積稻米」；後萬來台灣任國民大會代表(萬之好友、杜門徒之一陸京士為台灣立法委員)；萬晚年著有《滬上往事》三冊，1974年5月初版，且常在台灣研究中國近代史著名雜誌傳記文學月刊投稿著作。